# أبو عبد الله الشاطبي
أبو عبد الله الشاطبي (1189 - 1274) هو فقيه وإمام إسلامي ولد بمدينة شاطبة شرق الأندلس عام 585 هـ. واسمه أبو عبد الله محمد بن سليمان المعافري الشاطبي ولقب بالشاطبي نسبة إلي مدينة شاطبه ثم سافر إلي دمشق واختلط بعلمائها واخذ منهم وعرف عنه التدين ومن شيوخ دمشق تعلم الفقه وتعمق في الدين، من دمشق  جاء إلي الإسكندرية.
أقام في رباط سوار خارج باب البحر – وكان أحد الأبنية التي شهدتها الإسكندرية في العصر المملوكي وأتسم بالطابع الديني إذ كان يقام للذين وقفوا حياتهم على عبادة الله وتطورت هذه الأربطة بمرور الزمان مع تطور الصوفية وسمي الرباط (خانقاه) – وهي كلمة فارسية وقد أشتهر الشيخ الشاطبي بالتدين
وكان السلطان الظاهر بيبرس (1620 – 1277م) يذهب خلال إقامته بالإسكندرية لزيارته والاستماع إليه.وكان معاصراً بالإسكندرية للشيخ القباري كما كان معاصراً أيضاً للشيخ ابن أبي شامه. وإلي الشيخ الشاطبي ينسب بعض المؤلفات في القراءات والتفسير وكتاب بعنوان (زهر العريش في تحريم الحشيش) يتحدث فيه عن أضرار ومخاطر المخدرات على الإنسان ومدى تحريم الإسلام لها وقد أطلق على المنطقة التي دفن بها اسم حي الشاطبي نسبه إليه وتوجد على مقربه من البحر بمنطقة الشاطبي زاوية في إحدى عمارات الأوقاف تسمي زاوية الشاطبي يوجد بها ضريحه ويزورها الكثيرون.

## وفاته
توفي الشاطبي عام 672 هـ -1274م في عصر دولة المماليك البحرية.